# Emil Voigt
Emil Alwell Voigt (Saint Louis, Missouri, 15 de desembre de 1879 - Dearborn, Michigan, 26 de febrer de 1946) va ser un gimnasta estatunidenc que va competir a començament del segle xx. El 1904 va prendre part en els Jocs Olímpics de Saint Louis, on disputà fins a set proves del programa de gimnàstica. Voigt guanyà tres medalles: la de plata en l'aparell de maces, i les de bronze en l'aparell d'anelles i escalada de corda. En la competició per equips acabà en quarta posició, mentre en les altres tres proves que disputà quedà en posicions molt endarrerides.